# Дуглас Соуза
Дуглас Коррея де Соуза (порт. Douglas Correia de Souza, нар. 20 серпня 1995, Сан-Паулу, Бразилія) — бразильський волейболіст, олімпійський чемпіон 2016 року.
5 грудня 2021 року в матчі проти «Sir Safety Conad Perugia» в Перуджі вийшов у стартовому складі, однак зіграв тільки в першому сеті з показником корисности –5.

## Виступи на Олімпіадах
| Олімпіада           | Дисципліна | Місце |
| ------------------- | ---------- | ----- |
| Ріо-де-Жанейро 2016 | волейбол   | 1     |

### Досягнення
зі збірною
клубні
- переможець бразильської суперліги 2019 року[2]

індивідуальні
- кращий нападник чемпіонату світу 2018 року[2]

## Приватне життя
Є відкритим геєм. Мав конфлікт із іншим гравцем збірної Маурісіу Соузою, на якого повісили ярлик гомофоба.